# Ernest Feydeau
Ernest Feydeau (Párizs, 1821. március 16. – Párizs, 1873. október 29.) francia író, Georges Feydeau apja.

## Életútja
1844-ben egy költeménygyűjteménnyel (Les Nationales) lépett az irodalmi térre és 1856-tól különböző napilapokban cikkeket közölt. Hírnevét 1858-ban Fanny című regényével alapította meg, mely oly nagy sikert aratott és oly nagy keletű volt, hogy tíz hónap alatt 16 kiadás fogyott el belőle. Ezt követték a Daniel (1859); Catherine Overmeire (1860); Sylvie (1861); Le mari de la danseuse; Monsieur de Saint-Bertrand és Un début á l’Opéra (1863) című regények, mely utóbbinak előszavában Feydeau erősen védekezett az erkölcstelenség és naturalisztikus tendenciák vádja ellen. Későbbi regényei közül csak a La Comtesse de Chalis ou les moeurs du jour (1868) című keltett némi feltűnést. A drámairodalom terén is tett kísérletet, de kevés sikerrel. 
1869-ben megalapította a Revue internationale des arts et de la curiosité-t. Mint drámaíró a következő vígjátékokkal szerepelt: Monsieur de Saint-Bertrand (1865); Un coup de bourse (1868); Du luxe des femmes, des moeurs, de la littérature et de la vertu (1866) a civilizáció fellendülését tárgyalta. Tőle való még: Histoire des usages funèbres et des sépultures des peuples anciens (Párizs, 1857—1861, rézmetszetekkel); L'Allemagne en 1871 (1872); Théophile Gautier, Souvenirs intimes (1874). 
Magyarul megjelentek: Chalis grófnő, fordította R. J. (Pest, 1868); Egy fiatal asszony története, ford. Milassin Vilmos (Pest, 1870); A boldogság titka, ford. Mártonffy Frigyes (1871). 